# 保卫民主协会

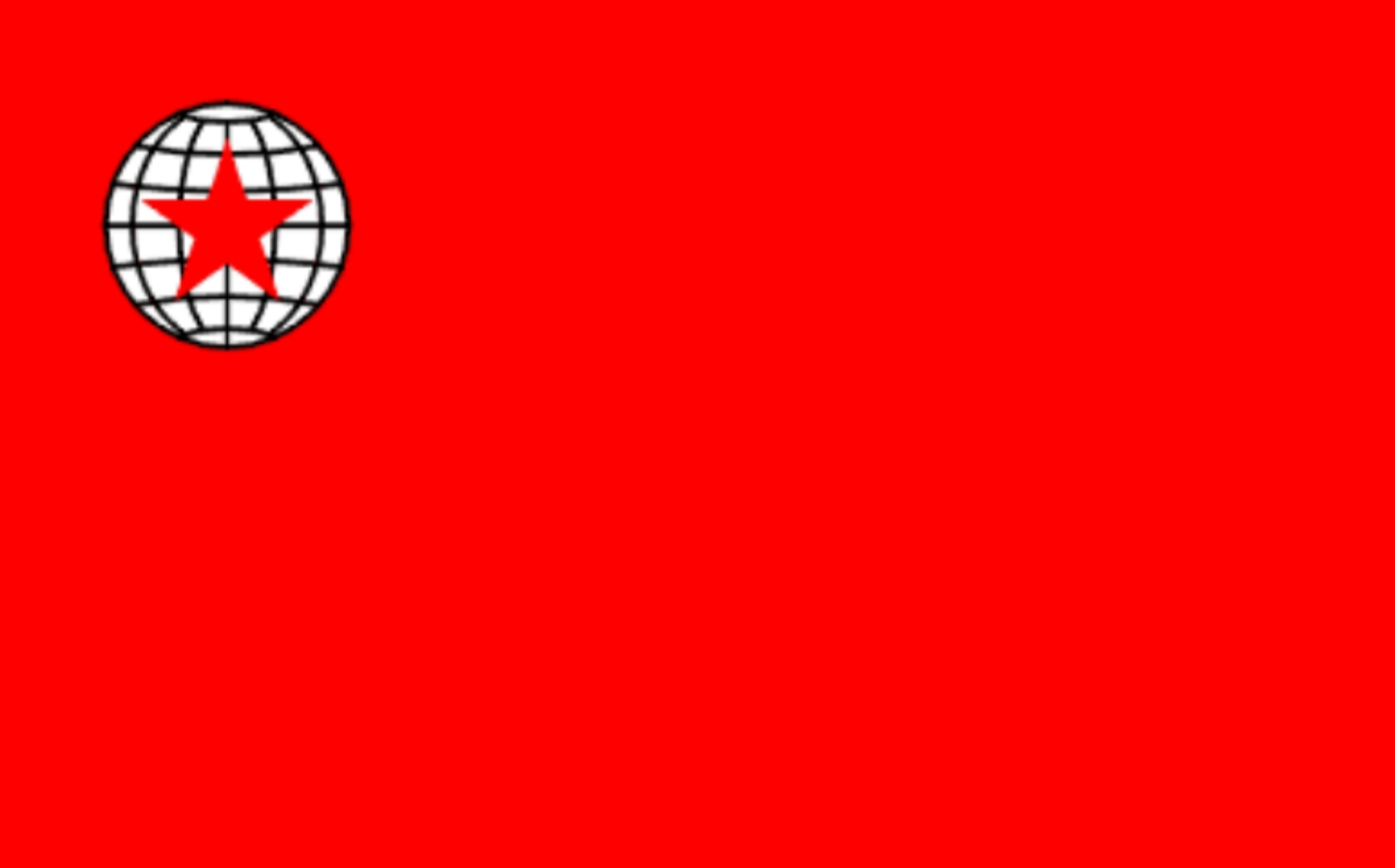
保卫民主协会旗帜

保卫民主协会（羅馬化：Janathipathiya Samrakshana Samithy）是印度喀拉拉邦的一个共产主义政党。该党成立于1994年，分裂自印度共产党（马克思主义）。该党的意识形态是共产主义、马克思主义。该党的主席是A.N. Rajanbabu，总书记是K.R. Gowri Amma。目前，该党是印度国民大会党领导的喀拉拉邦地方性政党联盟联合民主阵线的成员。